# تپه گورستان کنددره‌سی
تپه قبرستان کند دره سی در شهرستان بوئین‌زهرا، بخش آبگرم، روستای قره داش واقع شده و این اثر در تاریخ ۱۹ اسفند ۱۳۸۰ با شمارهٔ ثبت ۴۸۲۴ به‌عنوان یکی از آثار ملی ایران به ثبت رسیده است.